# Nakajima Ki-27
O Nakajima Ki-27 ( 九七式戦闘机 sentōki Kyūnana-shiki, ou Caça Tipo 97) foi o principal caça usado pelo Força Aérea do Exército Imperial Japonês até 1940. Seu apelido por parte dos aliados era "Nate", embora tenha sido chamado de "Abdul" por muitas fontes do pós-guerra. A inteligência aliada tinha reservado esse nome para o inexistente Mitsubishi Tipo 97 da Marinha, esperado para ser o sucessor do Tipo 96 Mitsubishi A5M operado de porta-aviões.

## Projeto e Desenvolvimento

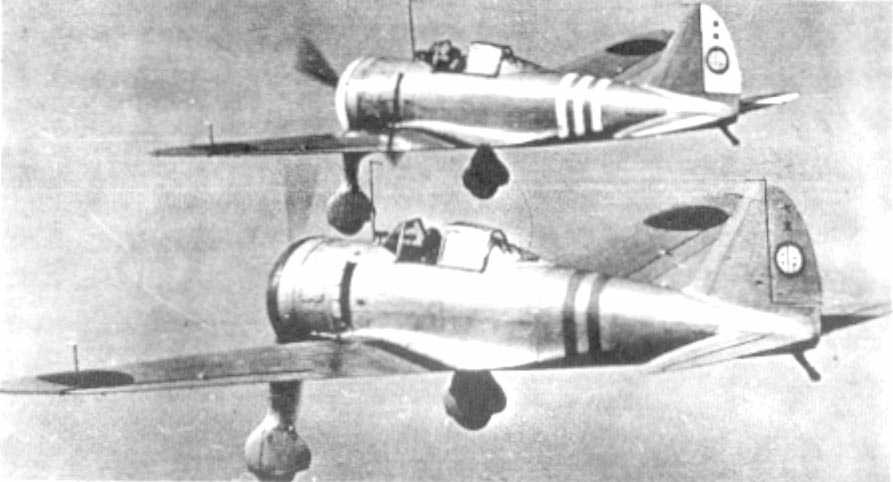
Nakajima Ki-27 da Escola de Voo do Exército, Inverno de 1941/42

Em 1935, o Exército Imperial Japonês realizou uma competição entre Nakajima, Mitsubishi e Kawasaki para projetar um caça monoplano para substituir a Kawasaki Ki-10 (Caça Tipo 95) biplano. O novo caça deveria ter também um desempenho melhor do que o experimental Mitsubishi Ki-18. Os resultados foram os Nakajima Ki-27, o Kawasaki Ki-28 e, a Mitsubishi Ki-33 (uma modificação do Mitsubishi A5M operado pela Marinha em porta-aviões). O desenho Nakajima foi baseado no anterior Ki-11 monoplano que perdeu para o Ki-10 na competição Tipo 95. O Ki-27 foi projetado por Koyama Yasushi, tendo um motor radial e trem de pouso fixo.
O Ki-27 fez seu primeiro voo em 15 de outubro de 1936. Embora tivesse uma velocidade máxima mais lento e pior desempenho de subida do que seus concorrentes, o Exército escolheu o projeto Nakajima pela sua excelente capacidade de viragem. O Exército ordenou 10 amostras de pré-produção (Ki-27a) para mais testes, que contou com a cabine fechada e asas maiores.
O tipo foi oficialmente aceito em serviço em 1937 como o Caça Tipo 97. Além de Nakajima, o Ki-27 também foi fabricado pela Tachikawa Aircraft Company Ltd e Manshukoku Hikoki Seizo KK , com um total de 3.368 construídos ate o fim da produção em 1942.

## História operacional
O Ki-27 era o Caça principal da Força Aérea do Exército até o início da II Guerra Mundial. Quando colocado em serviço de combate sobre o norte do China em março de 1938, o Ki-27 era superior até a introdução de caças mais rápidos de fabricação soviética Polikarpov I-16 pelos chineses. O Ki-27 foi usado na Batalha de Khalkhin Gol. Em 1939 Batalha de Khalkhin Gol contra a URSS na Mongólia, o Ki-27 enfrentou tanto Polikarpov I-15 e Polikarpov I-153 biplanos quanto o Polikarpov I-16 monoplano. Na fase inicial do conflito, o seu desempenho foi um jogo para o modelo I-16, e foi consideravelmente superior à I-15 biplano. Com pilotos mais bem treinados, a Força Aérea Imperial ganhou superioridade aérea. O Ki-27 era armado apenas com duas metralhadoras de 7,7 milímetros (0,303 in) e como acontece com a maioria das aeronaves do período, não tinha blindagem de proteção para o piloto, nem tanques auto-selantes, o que facilitava um incêndio nos tanques de combustível quando o avião era atingido.
Mais tarde, a Força Aérea Soviética melhorou o I-16, agora mais rápido, mais bem armados (com dois canhões de 20 mm) e blindados, anulou as vantagens e agora pode escapar do Ki-27 em um mergulho. A Força Aérea Soviética introduziu novas táticas que consistem em voar em grandes formações, atacando de altitude e com vantagem de velocidade tanto quanto os Flying Tigers americanos (também voar contra as forças japonesas). Apesar disso o Ki-27 alegou 1.340 aeronaves abatidas (seis vezes admitiu perdas soviéticas, três vezes mais do que soviéticos admitiram perder). Perdas japonesas foram de 120 (incluindo Ki-10s). A preferência dos pilotos de caça japoneses em alta velocidade de rotação do Ki-27 fez com que o Exército se concentrar excessivamente na capacidade de manobra, uma decisão que mais tarde prejudicou o desenvolvimento de aviões mais fortemente armados e mais resistentes. O Ki-27 serviu até o início da Segunda Guerra Mundial no Pacífico, escoltando bombardeiros na Malásia, Cingapura, Índias Orientais Holandesas, Birmânia e Filipinas (onde inicialmente se saiu mal contra Brewster Buffalo).
O tipo também viu a ação ampla contra o grupo voluntário americano nos primeiros meses da guerra. Logo superado pelos americanos Curtiss P-40 Warhawks, o Ki-27 foi substituído em serviço de linha de frente pela Nakajima Ki-43, enquanto que exemplos sobreviventes continuaram a servir como aeronave de treinos.
O Ki-27 também foi exportado para uso no Manchukuo e Tailândia, vendo combate com ambos. No serviço tailandês, Ki-27s teria danificado dois P-51 Mustang da América do Norte e abateu um Lockheed P-38 Lightning.
Nos meses finais da guerra, falta de aviões obrigou os japoneses a utilizar todas as máquinas disponíveis, os Ki-27 não foram exceção. Alguns eram equipados com até 500 kg de explosivos para ataques suicidas, mas alguns foram redistribuídos como caças, que sofreram perdas terríveis, como em 16 de Fevereiro de 1945, quando 16 Ki-27 atacou uma formação aérea maciça da Força-tarefa de Porta-aviões, perdendo seis aeronaves e cinco pilotos, em troca de ter abatido um Hellcat.

## Variantes
Foram desenvolvidas várias variantes
Nakajima Army Type 97 Fighter
Designação do exercito para o Ki-27
Nakajima Type PE
Avião experimental púbico privado com motor Nakajima Ha.1a.
Nakajima Ki-27
Versão protótipo de acordo com as especificações da IJAAF, 2 aeronaves construídas.
Nakajima Ki-27-Kai protótipo
Versão de pré-produção com armamento uma maior motor Nakajima Ha.1b, 10 aeronaves construídas.
Ki-27a
Primeira versão de produção. Aproximadamente 565 aeronaves construídas.
Ki-27a-Kai
Versão de treino convertido do Ki-27a. Aproximadamente 150 aeronaves convertidas.
Ki-27b (Army Type 97b Fighter)
Canopy melhorada, radiador para o óleo e acoplamento para 4 × 25 kg (55 lb) bombas ou tanques de combustível sob as asas. Um total de 1,492 aeronaves construídas , incluindo 50 pela Tachikawa Aircraft Company Ltd.
Ki-27b-Kai
Versão de treino convertido do Ki-27b. Aproximadamente 225 aeronaves convertidas.
Nakajima Ki-27-Kai
Versão experimental mais leve sendo usado como aeronave de transição como resposta ao retardo no desenvolvimento do Ki-43 , top speed 475 km/h (295 mph); 2 aeronaves construídas).
Mansyū Ki-79
Versão de treino, construída pela Manshūkoku Hikōki Seizo KK com motor de 510 hp Hitachi Ha.13a-I ou Ha.13a-III engine. Um total de 1,329 aeronaves construídas divididas em 4 subversões (mono-lugar Ki-79a (Ha.13a-I) e Ki-79c (Ha.13a-III) assim como o bi-lugar Ki-79b (Ha.13a-I) e o Ki-79d (Ha.13a-III)).
Mansyū Army Type 2 Advanced Trainer
Designação do exercito para o Mansyū Ki-79

## Operadores
Japão
 Manchukuo
 Taiwan
- aviões nunca foram entregues devido a desconfianças das forças chinesas [5]

 Tailândia

### Pós-guerra

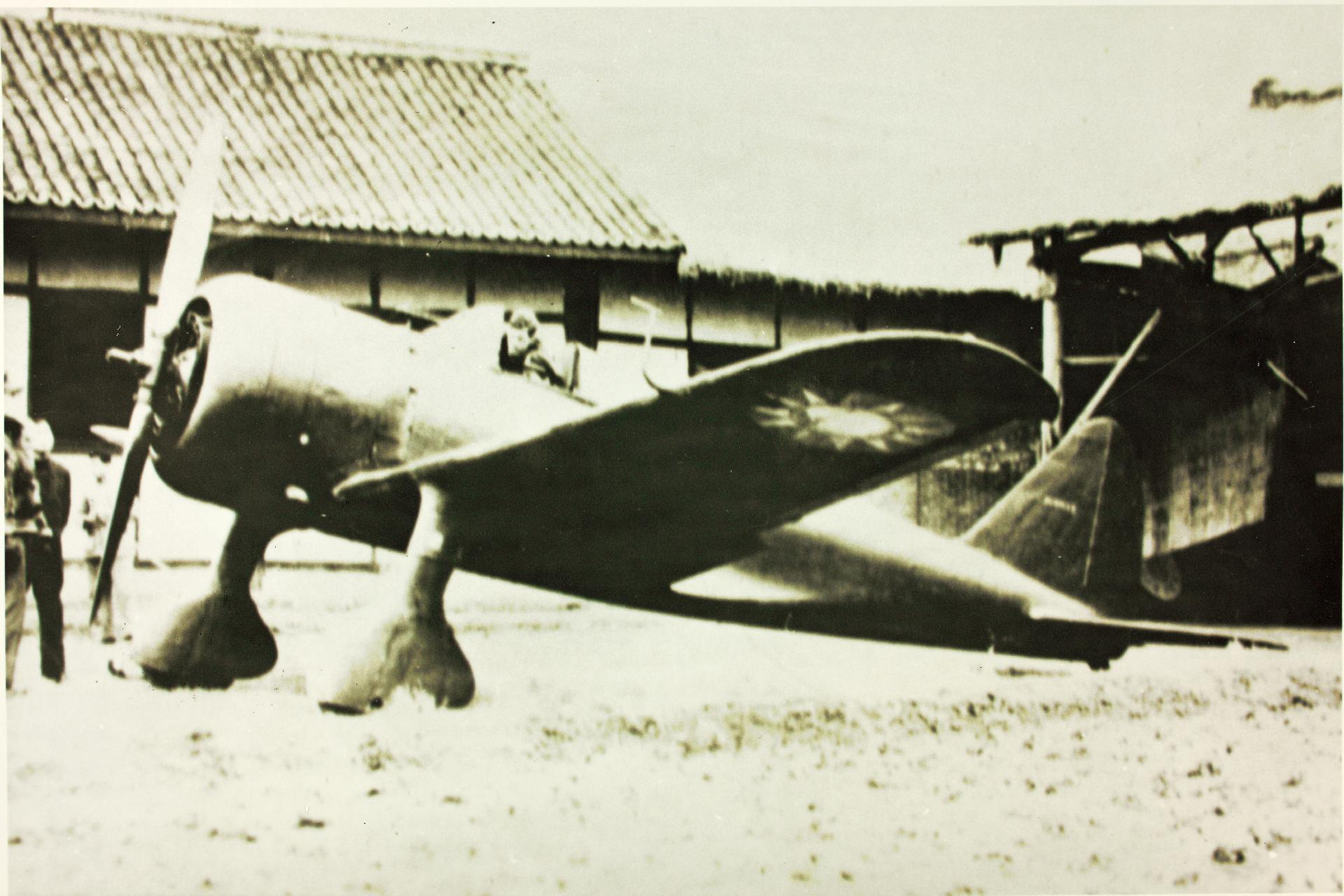
Ki-27 com rondeis da força Aérea Chinesa

China
 Taiwan
 Indonésia